# Tall Tales (musikgrupp)
Tall Tales är ett svenskt musikkollektiv under ledning av trombonisten, kompositören och producenten Arvid Ageborg. Gruppen utmärker sig genom sin blandning av nutida popmusik, och instrumental jazz, vilket genererat framgångar framför allt på streamingtjänster världen över.

## Biografi
Tall Tales skivdebuterade år 2017 på Prophone Records med albumet ”GAMUT”. Det följdes upp 2018 med ”Birch Tree Mind”, och ett tredje album släpptes i september 2019, vilket bland annat innehåller ett spår med Grammis-vinnaren Amanda Ginsburg som gäst, som gruppen inlett ett samarbete med. Våren 2020 släpptes gruppens fjärde album "Quartet", innehållande låtar från de två första albumen, men inspelade på mindre sättning.
Fram till 2018 drevs kollektivet förutom av Ingberg också av basisten Oskar Alex, son till trumslagaren Rolf Alex. Tall Tales har en nära koppling till musikstudion Mungo, som drivs av Alex och den legendariske studioteknikern och producenten Lennart Östlund, som bland annat mixat Tall Tales första album.

## Diskografi

### Album
- 2017 — ”GAMUT” (Prophone Records)
- 2018 — ”Birch Tree Mind” (Prophone Records)
- 2019 — ”First Quarter” (Do Music Records)
- 2020 - "Quartet" (Egen utgivning)
- 2021 - "Dedication to Whatever May Come" (Egen utgivning)

### Singlar
- 2018 — ”Cloudion” (Prophone Records)
- 2018 — ”Cloudion (David Lillberg Remix)” (Prophone Records)
- 2018 — ”Have You Ever Traded All Your Gold for Money” (Prophone Records)
- 2018 — ”Norr” (Prophone Records)
- 2018 — ”Cloudion (Pikes Remix)” (Prophone Records)
- 2019 — ”I Remember When You Sang for Me (Pikes Remix)” (Do Music Records)